# ヒョウモンシチメンチョウ
ヒョウモンシチメンチョウ (豹紋七面鳥、Meleagris ocellata) はキジ科に属する鳥の一種。かつては単型の Agriocharis 属とされていたが、シチメンチョウと遺伝的に非常に近いことが分かり、現在では同属とされる。比較的大きい鳥で、全長70–122 cm、体重は雌で3 kg、雄で5 kgになる。
主にユカタン半島に分布し、メキシコ・グアテマラ・ベリーズにまたがる130,000 km2の地域で確認されている。狩猟や生息地破壊によって数を減らしており、現在の個体数は50,000羽以下と見られている。また、ベリーズの個体数は多いが、メキシコ領内ではほぼ絶滅していると考えられる。

## 形態
羽毛は雌雄共に、ブロンズから緑の構造色を示す。雌の体色はより緑が強い。シチメンチョウでは雄の胸部羽毛が逆立ち、中央から長い毛が生えるが、本種ではそのような特徴はない。尾羽は青灰色で、先端近くにクジャクのような青-青銅色の眼状紋があり、末端は金色である。この眼状紋 (ocelli) は学名・英名の由来となっている。雨覆羽・翼帯は構造色を持ち、風切羽以外は北米のシチメンチョウに似る。次列風切の縁は白い。
頭部は青く、赤-橙の結節がある。この結節は雄でよく発達する。雄はさらに青い鶏冠を持ち、これも結節で覆われる。繁殖期にはこの鶏冠は肥大し、朱色になり良く目立つ。眼の周囲は赤く、繁殖期の雄はこれも鮮やかになる。脚は暗赤色で、シチメンチョウより短くて細い。1歳を超えた雄には蹴爪が発達する。通常は4 cm程度だが、6 cmの記録がある。これはシチメンチョウより長くて細い。
体はシチメンチョウと比べて小さく、雌は産卵前で4 kg、それ以外の時期では3 kg程度。雄は繁殖期には5-6 kgとなる。

## 行動

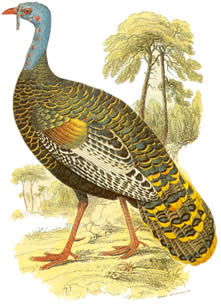
19世紀に描かれた雄

主に地上性であり、危険からは走って逃げるが、必要な場合には短距離を素早く飛ぶことも可能である。樹上で群れを作って寝るが、これはジャガーなどの捕食者を避けるためである。
雌は地上に隠された巣に、8–15個ほどの卵を産む。孵化には28日ほどかかるが、雛は離巣性である。雛は母親に付き従うが、若鳥になると別の個体と群れを作る。
Branton and Berryhill (2007) によると、本種の雄の鳴き声は北米のシチメンチョウとは少し異なり、首を立て、音量を上げながら6-7回の短い声を発する、というようなものである。また、北米のシチメンチョウのように、夜明けの20-25分前に鳴き始めることが知られる。